# Jillian Robbins
Jillian Latrice Robbins (Spring, 7 febbraio 1984) è un'ex cestista statunitense.

## Carriera
Ala grande di 190 cm, ha militato in diverse squadre europee prima di approdare in Italia, prima con Lucca, poi con Umbertide.